# 谢晓波
谢晓波（1967年—），贵州习水人，中国人民解放军上校，第十二届全国人大代表。

## 生平
1967年出生，1986年入伍。是中国共产党党员。历任排长、副连长、教学组长、副队长、参谋、干事、军事科长、营长、训练处长、副部长、部长。1988年，在云南参加边境作战，立一等功一次，1989年，被成都军区授予二级英模、“钢铁战士”荣誉称号。1991年，立三等功一次。后毕业于南京陆军指挥学院军队政治工作专业。
2011年，被贵州省人民政府记“全省抗旱救灾和森林防火工作”一等功一次。2011年、2012年，被中国人民解放军贵州省军区表彰为“团级单位一对好主官”。2012年，被中国人民解放军贵州省军区表彰为“廉政勤政建设先进个人”。2013年，当选为第十二届全国人民代表大会代表。他曾任从江县人武部部长，上校军衔。后改任中国人民解放军贵州省兴义军分区参谋长。